# 尤宁县 (田纳西州)
尤宁县（英語：Union County）位于美国田纳西州。根据2020年人口普查显示，该县总有人口为19,802人。该县县治为梅纳德维尔，同时该县也是梅纳德维尔大都市统计区的一部分。

## 历史

尤宁县由五个县的相邻部分合并而成

尤宁县成立于1850年，由格兰杰县、克莱本县、坎贝尔县、安德森县和诺克斯县的部分区域合并而成。其名称的来源有两种说法，第一种说法是纪念五个县部分区域区的“联合”，第二种说法反映东田纳西州在南北战争前后支持联邦的立场。虽然设县法案于1850年1月3日通过，但由于法律纠纷，该县直到1856年1月23日才正式设立。该县县治最初名为“自由城”，后为纪念在试图阻止该县成立的案件中为该县辩护的律师兼国会议员霍勒斯·梅纳德，该县县治改名为“梅纳德维尔”。
在20世纪30年代，田纳西谷管理局在克林奇河上修建了修建诺里斯水坝，进而形成了诺里斯湖。这一举措淹没了该县的大部分地区，其中包括洛伊斯顿社区，迫使许多居民迁移。许多被迫搬迁的家庭将对田纳西谷管理局的强制搬迁行动提出批评，因为尽管他们曾承诺诺里斯水坝完工后将为尤宁县提供电力，但这一承诺直到20年后的50年代中期才得以实现。为了缓解这一影响，田纳西谷管理局在国家公园管理局和民间保护团体的帮助下于尤宁县的诺里斯湖畔开发了大岭州立公园，是为示范性公园。该公园的娱乐设施于1934年5月正式开放。

## 地理
根据美国人口普查局的数据，尤宁县总面积为247 sq mi（640 km2），其中224 sq mi（580 km2）为陆地，24 sq mi（62 km2）为水域，水域率约为9.5%。该县位于阿巴拉契亚山脊与山谷地带，这一地形特征以长而狭窄的山脊与形态相似的山谷交替出现。尤宁县内的主要山脊包括科珀岭、海因兹岭和隆山。克林奇山脉的南端构成了该县与东部格兰杰县之间的边界部分。
克林奇河是尤宁县的主要河流，流经县北部。这一段河流位于诺里斯湖的一部分。大岭水坝是一座小型非发电水坝，拦截了诺里斯湖的一个水湾，从而形成了大岭湖，该湖位于大岭州立公园内。诺里斯湖最宽的区域之一的“洛伊斯顿海”位于尤宁县，正好在州立公园以北。